# Collegio di South Cotswolds
South Cotswolds è un collegio elettorale inglese situato nel Gloucestershire e Wiltshire e rappresentato alla Camera dei comuni del parlamento del Regno Unito. Elegge un membro del parlamento con il sistema maggioritario a turno unico; l'attuale parlamentare è Roz Savage dei Liberal Democratici, che rappresenta il collegio dal 2024.

## Estensione
Il collegio è costituito dalle seguenti divisioni elettorali:
- nel distretto di Cotswold, i ward di Abbey; Chesterton; Fairford North; Four Acres; Grumbolds Ash with Avening; Kemble; Lechlade, Kempsford and Fairford South; New Mills; St. Michael’s; Siddington and Cerney Rural; South Cerney Village; Stratton; Tetbury East and Rural; Tetbury Town; Tetbury with Upton; The Ampneys and Hampton; The Beeches e Watermoor;
- nel distretto di Stroud, il ward di Kingswood;
- nel Wiltshire, le divisioni elettorali di Brinkworth; By Brook; Cricklade and Latton; Kington; Malmesbury; Minety; Purton e Sherston.[1]

## Membri del parlamento
| Elezione | Elezione | Deputato   | Partito             |
| -------- | -------- | ---------- | ------------------- |
|          | 2024     | Roz Savage | Liberal Democratici |

## Elezioni

### Elezioni negli anni 2020
| Partito                    | Partito                                    | Candidato                  | Risultati 4 luglio 2024 | Risultati 4 luglio 2024 |
| Partito                    | Partito                                    | Candidato                  | Voti                    | %                       |
| -------------------------- | ------------------------------------------ | -------------------------- | ----------------------- | ----------------------- |
|                            | Lib Dem                                    | Roz Savage                 | 22 961                  | 43,91                   |
|                            | Conservatore                               | James Gray                 | 17 988                  | 34,40                   |
|                            | Reform UK                                  | Desi Latimer               | 5 146                   | 9,84                    |
|                            | Laburista                                  | Zoë Billingham             | 3 942                   | 7,54                    |
|                            | Verdi                                      | Bob Eastoe                 | 1 564                   | 2,99                    |
|                            | Liberale                                   | Chris Twells               | 225                     | 0,43                    |
|                            | Indipendente                               | Sandy Steel                | 183                     | 0,35                    |
|                            | Social Democratico                         | Martin Broomfield          | 156                     | 0,30                    |
|                            | Indipendente                               | Owen Humphreys             | 122                     | 0,23                    |
|                            |                                            |                            |                         |                         |
| Iscritti                   | Iscritti                                   | Iscritti                   | 71 490                  | 100,00                  |
| ↳ Votanti (% su iscritti)  | ↳ Votanti (% su iscritti)                  | ↳ Votanti (% su iscritti)  | 52 287                  | 73,14                   |
| ↳ Astenuti (% su iscritti) | ↳ Astenuti (% su iscritti)                 | ↳ Astenuti (% su iscritti) | 19 203                  | 26,86                   |
|                            |                                            |                            |                         |                         |
|                            | Esito: collegio a Lib Dem (nuovo collegio) |                            |                         |                         |